# Tyler Sloan
Pour les articles homonymes, voir Sloan.
Tyler Sloan (né le 15 mars 1981 à Calgary, dans la province de l'Alberta au Canada) est un joueur professionnel de hockey sur glace évoluant à la position de défenseur.

## Carrière
Joueur jamais réclamé lors d'un repêchage de la Ligue nationale de hockey, il signe à l'été 2000 un contrat en tant qu'agent libre avec les Blue Jackets de Columbus. Il poursuit néanmoins durant les deux saisons  suivantes au niveau junior, s'alignant avec les Blazers de Kamloops de la Ligue de hockey de l'Ouest.
Sloan devient joueur professionnel en 2002 en rejoignant le club affilié au Jackets dans la Ligue américaine de hockey, le Crunch de Syracuse. En 2005, son contrat n'étant pas renouvelé par Columbus, il rejoint alors les Wranglers de Las Vegas de l'ECHL, puis s'aligne pour quatre rencontres pour le Moose du Manitoba de la LAH avant de rejoindre les Bears de Hershey.
Il signe à l'été 2007 un contrat d'une seule saison avec les Bears, saison au terme de laquelle il s'entend avec le club mère des Bears dans la LNH, les Capitals de Washington. Il fait ses premiers pas en LNH en 2008-2009 avec ses mêmes Caps. Il a remporté la Coupe Calder 2006 et 2009 avec les Bears.

## Statistiques

### Statistiques en club
| Saison     | Équipe                 | Ligue      |    | Saison régulière | Saison régulière | Saison régulière | Saison régulière | Saison régulière |   | Séries éliminatoires | Séries éliminatoires | Séries éliminatoires | Séries éliminatoires | Séries éliminatoires |
| Saison     | Équipe                 | Ligue      | PJ | B                | A                | Pts              | Pun              | PJ               | B | A                    | Pts                  | Pun                  |                      |                      |
| 2000-2001  | Blazers de Kamloops    | LHOu       | 70 | 5                | 28               | 33               | 146              | 4                | 0 | 0                    | 0                    | 4                    |                      |                      |
| 2001-2002  | Blazers de Kamloops    | LHOu       | 70 | 3                | 29               | 32               | 89               | 4                | 0 | 0                    | 0                    | 15                   |                      |                      |
| 2001-2002  | Crunch de Syracuse     | LAH        | 2  | 0                | 0                | 0                | 5                | -                | - | -                    | -                    | -                    |                      |                      |
| 2002-2003  | Crunch de Syracuse     | LAH        | 39 | 2                | 1                | 3                | 46               | -                | - | -                    | -                    | -                    |                      |                      |
| 2002-2003  | Bombers de Dayton      | ECHL       | 14 | 1                | 2                | 3                | 22               | -                | - | -                    | -                    | -                    |                      |                      |
| 2003-2004  | Crunch de Syracuse     | LAH        | 69 | 2                | 4                | 6                | 50               | 7                | 0 | 0                    | 0                    | 8                    |                      |                      |
| 2004-2005  | Crunch de Syracuse     | LAH        | 14 | 0                | 2                | 2                | 18               | -                | - | -                    | -                    | -                    |                      |                      |
| 2004-2005  | Bombers de Dayton      | ECHL       | 43 | 6                | 11               | 17               | 84               | -                | - | -                    | -                    | -                    |                      |                      |
| 2005-2006  | Wranglers de Las Vegas | ECHL       | 48 | 4                | 16               | 20               | 71               | 13               | 0 | 4                    | 4                    | 27                   |                      |                      |
| 2005-2006  | Moose du Manitoba      | LAH        | 4  | 0                | 0                | 0                | 0                | -                | - | -                    | -                    | -                    |                      |                      |
| 2005-2006  | Bears de Hershey       | LAH        | -  | -                | -                | -                | -                | 2                | 0 | 1                    | 1                    | 2                    |                      |                      |
| 2006-2007  | Bears de Hershey       | LAH        | 68 | 2                | 9                | 11               | 104              | 17               | 0 | 7                    | 7                    | 30                   |                      |                      |
| 2007-2008  | Bears de Hershey       | LAH        | 56 | 1                | 7                | 8                | 90               | 5                | 0 | 0                    | 0                    | 8                    |                      |                      |
| 2008-2009  | Capitals de Washington | LNH        | 26 | 1                | 4                | 5                | 14               | 2                | 0 | 1                    | 1                    | 0                    |                      |                      |
| 2008-2009  | Bears de Hershey       | LAH        | 46 | 2                | 10               | 12               | 61               | 16               | 0 | 5                    | 5                    | 18                   |                      |                      |
| 2009-2010  | Capitals de Washington | LNH        | 40 | 2                | 4                | 6                | 22               | 2                | 0 | 0                    | 0                    | 0                    |                      |                      |
| 2009-2010  | Bears de Hershey       | LAH        | 2  | 0                | 1                | 1                | 0                | -                | - | -                    | -                    | -                    |                      |                      |
| 2010-2011  | Capitals de Washington | LNH        | 33 | 1                | 5                | 6                | 14               | -                | - | -                    | -                    | -                    |                      |                      |
| 2010-2011  | Bears de Hershey       | LAH        | 6  | 0                | 2                | 2                | 6                | -                | - | -                    | -                    | -                    |                      |                      |
| 2011-2012  | Admirals de Milwaukee  | LAH        | 62 | 1                | 9                | 10               | 58               | 3                | 0 | 0                    | 0                    | 0                    |                      |                      |
| 2012-2013  | Stars du Texas         | LAH        | 42 | 3                | 6                | 9                | 55               | 1                | 0 | 0                    | 0                    | 0                    |                      |                      |
| Totaux LNH | Totaux LNH             | Totaux LNH | 99 | 4                | 13               | 17               | 50               | 4                | 0 | 1                    | 1                    | 0                    |                      |                      |

### Transactions en carrière
- 24 septembre 2000; signe à titre d'agent libre avec les Blue Jackets de Columbus.
- 15 août 2007; signe à titre d'agent libre avec les Bears de Hershey.
- 2 juillet 2008; signe à titre d'agent libre avec les Capitals de Washington.